# Uma Anand
Uma Anand (ur. 1923 w Lahaur, zm. 13 listopada 2009) – indyjska aktorka, dziennikarka i prezenterka.

## Życiorys
Urodziła się w bengalskiej rodzinie chrześcijańskiej. Jedna z jej sióstr, Indu Mitha, jest tancerką bharatanatyam mieszkającą w Pakistanie.
Uma była żoną wybitnego bollywoodzkiego reżysera Chetana Ananda (ślub w 1943) oraz matką Ketana Ananda i Viveka Ananda. Jako aktorka wystąpiła w filmie Miasto na dole (1946). Wraz z mężem Chetanem i szwagrem Vijayem Anandem napisała scenariusz do Taxi Driver, w którym wystąpiła kuzynka jej matki Kalpana Kartik i jej szwagier Dev Anand. Po rozstaniu z mężem została towarzyszką Ebrahima Alkazi.
W latach 1965–1981 Anand była redaktorką „Sangeet Natak”, czasopisma wydawanego przez Sangeet Natak Akademi. Napisała wiele książek dla dzieci, które zostały przetłumaczone i opublikowane w różnych językach indyjskich przez National Book Trust of India. Jej ostatnia książka, Chetan Anand: The Poetics of Film, została napisana wspólnie z najstarszym synem Ketanem Anandem. Przedstawiała świat teatru i kina w Bombaju na początku lat 40. i 50. XX wieku.